# Presidenti del Consiglio regionale del Rodano-Alpi
Il presidente del Consiglio regionale del Rodano-Alpi (in francese Président du Conseil régional du Rhones-Alpes) era il capo del governo dell'ex regione francese del Rodano-Alpi e del suo Consiglio regionale.
Con la riforma delle regioni, a partire dal gennaio 2016 le sue funzioni sono assunte dal presidente del Consiglio regionale dell'Alvernia-Rodano-Alpi

## Elenco
| Mandato           | Mandato           | Presidente | Presidente           | Partito | Partito                                                                               |
| ----------------- | ----------------- | ---------- | -------------------- | ------- | ------------------------------------------------------------------------------------- |
| 14 gennaio 1974   | 28 settembre 1980 |            | Paul Ribeyre         |         | Centro Nazionale degli Indipendenti e dei Contadini                                   |
| 29 settembre 1980 | 7 settembre 1981  |            | Michel Durafour      |         | Unione per la Democrazia Francese Partito Repubblicano, Radicale e Radical-Socialista |
| 7 settembre 1981  | 27 ottobre 1988   |            | Charles Béraudier    |         | Unione per la Democrazia Francese Centro dei Democratici Sociali                      |
| 27 ottobre 1988   | 3 gennaio 1999    |            | Charles Millon       |         | Unione per la Democrazia Francese Partito Repubblicano                                |
| 4 gennaio 1999    | 28 marzo 2004     |            | Anne-Marie Comparini |         | Unione per la Democrazia Francese                                                     |
| 28 marzo 2004     | 31 dicembre 2015  |            | Jean-Jack Queyranne  |         | Partito Socialista                                                                    |